# Vickers Valiant
Vickers-Armstrongs Valiant je bil britanski štirimotorni strateški bombnik iz zgodnjih 1950-ih. Valiant je bil en od treh jedrskih V-bombnikov, ostala dva Handley Page Victor in Avro Vulcan sta se pojavila kasneje. Sta pa bila Victor in Vulcan precej bolj napredna. Valiant se je uporabljal tudi kot leteči tanker in izvidniško letalo.

## Specifikacije (Valiant B.1)
Podatki iz Vickers Aircraft since 1908;Andrews and Morgan 1988, p. 450.
Splošne karakteristike
- Posadka: 5
- Dolžina: 108 ft 3 in (32,99 m)
- Razpon kril: 114 ft 4 in (34,85 m)
- Višina: 32 ft 2 in (9,80 m)
- Površina kril: 2362 ft² (219 m²)
- Teža praznega letala: 75881 lb (34491 kg)
- Maks. vzletna teža: 140000 lb (63600 kg)
- Pogon letala: 4 × Rolls-Royce Avon RA28 Mk 204 turboreaktivni motor, 10000 lb (44,6 kN) vsak

 Zmogljivost 
- Maks. hitrost: 567 mph (493 vozlov, 913 km/h) na višini 30000 ft (9150 m)
- Doseg: 4500 milj (3910 nmi, 7245 km) z odvrgljivmi rezervoarji
- Višina leta: 54000 ft (16500 m)
- Hitrost vzpenjanja: 4000 ft/min (20 m/s)

Oborožitev

- Bombe: 

  - 1 × 10000 lb (4500 kg) jedrska bomba ali
  - 21 × 1000 lb (450 kg) bomb